# José Lucas Gomes da Silva
José Lucas Gomes da Silva   (23 de març de 2008) més conegut com a Zé Lucas és un futbolista brasiler que juga de migcampista al Sport Club do Recife. És internacional amb les categories inferiors de la selecció de Brasil.